# Kerodon rupestris
El cuy de roca o mocó (Kerodon rupestris) es una especie de roedor histricomorfo de la familia Caviidae endémica del este de Brasil, que también ha sido introducida en la isla atlántica de Fernando de Noronha.

## Descripción
El mocó es un roedor bastante grande que pesa hasta 1 kg (2,2 lb). Como otras especies de cávidos, sus colas son vestigiales o están ausentes. Su región dorsal es de color marrón grisáceo y su vientre de color tostado a marrón claro.
En apariencia y hábito, se parece mucho al Damán del Cabo o Damán roquero, una especie de mamífero hiracoideo de la familia Procaviidae, y no están relacionados (un ejemplo de evolución convergente).
Son herbívoros y se alimentan de semillas y hojas de la vegetación arbustiva que crece en sus territorios. Esta vegetación se compone de hojas tiernas y determinadas especies de enredaderas.

## Distribución y hábitat
Los mocós se encuentran en áreas secas y rocosas con vegetación baja y arbustiva, y prefieren residir cerca de laderas pedregosas y colinas.
Son nativos del este de Brasil, desde el este del estado de Piauí hasta el estado de Minas Gerais, y han sido introducidos en la isla de Fernando de Noronha, frente a la costa este de Brasil.

## Filogenia
Los mocós pertenecen al orden Rodentia, suborden Hystricomorpha, basado en sus músculos de la mandíbula parecidos a los del puercoespín. Pertenecen a la familia Caviidae (conejillo de indias, que tiene tres subfamilias (antes dos). Los conejillos de indias han sido colocados recientemente en una nueva subfamilia Hydrochoerinae, con los capibaras y con el estrechamente relacionado conejillo de indias acrobático que habita en la selva tropical.

## Comportamiento
Los mocós suelen refugiarse en grietas. Se les puede ver descansando a cualquier hora del día, pero son crepusculares, activos principalmente al amanecer y al anochecer.
Pueden trepar, lo que facilita el acceso a hojas, semillas y frutos ocasionales.
Los mocós viven en grupos, centrados alrededor de guaridas protegidas por rocas. Cada grupo tiene un macho alfa o dominante y varias hembras. Los machos son territoriales y defienden refugios de rocas contra otros machos adultos. Los montones de rocas se eligen para impresionar a las hembras; una vez que una hembra elige un montón de rocas, elige indirectamente a su guardián como pareja.
A veces pueden mostrar un comportamiento homosexual, y los machos cortejan a otros machos. También se ha mostrado cierto comportamiento pedófilo, con machos adultos cortejando a machos jóvenes.